# Atleti Olimpici Rifugiati ai Giochi della XXXII Olimpiade
La squadra degli Atleti Olimpici Rifugiati partecipa ai Giochi della XXXII Olimpiade, svoltisi a Tokyo, Giappone, dal 23 luglio al 8 agosto 2021 (inizialmente previsti dal 24 luglio al 9 agosto 2020 ma posticipati per la pandemia di COVID-19) con ventinove atleti, diciannove uomini e dieci donne.
Si tratta della seconda partecipazione di questo gruppo speciale di atleti ai Giochi estivi.

## Selezione della squadra
L'8 maggio 2021 il CIO annuncia i 29 atleti che parteciperanno nel 2021 ai Giochi olimpici di Tokyo 2020 con il nome Équipe olympique des réfugiés (francese) e la nuova sigla EOR (in inglese, IOC Refugee Olympic Team). Provengono da 11 paesi, gareggeranno in 12 discipline e sono stati selezionati dal Consiglio Esecutivo del CIO da un gruppo iniziale di 56 atleti sostenuti con borse di studio. Tutti gli atleti della squadra alloggeranno nel Villaggio Olimpico. Secondo l'ordine della scrittura giapponese, detto Gojūon, la squadra dei rifugiati sfilerà subito dopo quella della Grecia durante la cerimonia di apertura (IOC si dice Ai Ō Shī in giapponese).
| Atleta                        | Paese di origine | Sport             | Evento                                    |
| ----------------------------- | ---------------- | ----------------- | ----------------------------------------- |
| Abdullah Sediqi               | Afghanistan      | Taekwondo         | -68 kg maschile                           |
| Ahmad Alikaj                  | Siria            | Judo              | squadra mista maschile                    |
| Ahmad Badreddin Wais          | Siria            | Ciclismo          | strada maschile                           |
| Aker Al Obaidi                | Iraq             | Lotta             | -67 kg greco-romana maschile              |
| Alaa Maso                     | Siria            | Nuoto             | 50 m stile libero maschili                |
| Anjelina Nadai Lohalith       | Sudan del Sud    | Atletica          | 1500 m femminili                          |
| Aram Mahmoud                  | Siria            | Badminton         | singolo maschile                          |
| Cyrille Fagat Tchatchet II    | Camerun          | Sollevamento pesi | -96 kg maschile                           |
| Dina Pouryounes Langeroudi    | Iran             | Taekwondo         | -49 kg femminile                          |
| Dorian Keletela               | Rep. del Congo   | Atletica          | 100 m maschili                            |
| Eldric Sella Rodriguez        | Venezuela        | Pugilato          | -75 kg maschile                           |
| Hamoon Derafshipour           | Iran             | Karate            | -67 kg maschile                           |
| Jamal Abdelmaji Eisa Mohammed | Sudan            | Atletica          | 5000 m maschili                           |
| James Nyang Chiengjiek        | Sudan del Sud    | Atletica          | 800 m maschili                            |
| Javad Majoub                  | Iran             | Judo              | Squadra mista maschile                    |
| Kimia Alizadeh Zenozi         | Iran             | Taekwondo         | -57 kg femminile                          |
| Luna Solomon                  | Eritrea          | Tiro a segno      | carabina ad aria compressa 10 m femminile |
| Masomah Ali Zada              | Afghanistan      | Ciclismo          | strada femminile                          |
| Muna Dahouk                   | Siria            | Judo              | Squadra mista femminile                   |
| Nigara Shaheen                | Afghanistan      | Judo              | Squadra mista femminile                   |
| Paulo Amotun Lokoro           | Sudan del Sud    | Atletica          | 5000 m maschili                           |
| Popole Misenga                | RD del Congo     | Judo              | squadra mista maschile                    |
| Rose Nathike Lokonyen         | Sudan del Sud    | Atletica          | 800 m femminili                           |
| Saeid Fazloula                | Iran             | Canoa             | 500 m maschile                            |
| Sanda Aldass                  | Siria            | Judo              | Squadra mista femminile                   |
| Tachlowini Gabriyesos         | Eritrea          | Atletica          | maratona maschile                         |
| Wael Shueb                    | Siria            | Karate            | Kata maschile                             |
| Wessam Salamana               | Siria            | Pugilato          | 57 kg maschile                            |
| Yusra Mardini                 | Siria            | Nuoto             | 100 m farfalla femminili                  |

## Delegazione
| Sport             | Uomini | Donne | Totale |
| ----------------- | ------ | ----- | ------ |
| Atletica leggera  | 5      | 2     | 7      |
| Badminton         | 1      | 0     | 1      |
| Canoa             | 1      | 0     | 1      |
| Ciclismo          | 1      | 1     | 2      |
| Judo              | 3      | 3     | 6      |
| Karate            | 2      | 0     | 2      |
| Lotta             | 1      | 0     | 1      |
| Nuoto             | 1      | 1     | 2      |
| Pugilato          | 2      | 0     | 2      |
| Sollevamento pesi | 1      | 0     | 1      |
| Taekwondo         | 1      | 2     | 3      |
| Tiro              | 0      | 1     | 1      |
| Totale            | 19     | 10    | 29     |

## Atletica leggera
Eventi su pista e strada
| Atleta                        | Evento            | Batteria  | Batteria  | Semifinale      | Semifinale      | Finale          | Finale          |
| Atleta                        | Evento            | Risultato | Posizione | Risultato       | Posizione       | Risultato       | Posizione       |
| ----------------------------- | ----------------- | --------- | --------- | --------------- | --------------- | --------------- | --------------- |
| Dorian Keletela               | 100 m maschili    | 10"33     | 1º Q      | 10"41           | 8º              | Non qualificato | Non qualificato |
| James Nyang Chiengjiek        | 800 m maschili    | 2'02"04   | 8º        | Non qualificato | Non qualificato | Non qualificato | Non qualificato |
| Paulo Amotun Lokoro           | 1500 m maschili   | 3'51"78   | 13º       | Non qualificato | Non qualificato | Non qualificato | Non qualificato |
| Jamal Abdelmaji Eisa Mohammed | 5000 m maschili   | 13'42"98  | 13º       | N.D.            | N.D.            | Non qualificato | Non qualificato |
| Tachlowini Gabriyesos         | Maratona maschile | N.D.      | N.D.      | N.D.            | N.D.            | 2h14'02"        | 16º             |
| Rose Lokonyen                 | 800 m femminili   | 2'11"87   | 8ª        | Non qualificata | Non qualificata | Non qualificata | Non qualificata |
| Anjelina Lohalith             | 1500 m femminili  | 4'31"65   | 14ª       | Non qualificata | Non qualificata | Non qualificata | Non qualificata |

## Badminton
| Atleta       | Evento           | Girone                   | Girone               | Girone               | Girone | Ottavi               | Quarti               | Semifinale           | Finale               | Finale          |
| Atleta       | Evento           | Avversario Punteggio     | Avversario Punteggio | Avversario Punteggio | Pos.   | Avversario Punteggio | Avversario Punteggio | Avversario Punteggio | Avversario Punteggio | Pos.            |
| ------------ | ---------------- | ------------------------ | -------------------- | -------------------- | ------ | -------------------- | -------------------- | -------------------- | -------------------- | --------------- |
| Aram Mahmoud | Singolo maschile | Christie P (8–21, 14–21) | Loh P (15–21, 12–21) | N.D.                 | 3º     | Non qualificato      | Non qualificato      | Non qualificato      | Non qualificato      | Non qualificato |

## Canoa/kayak

### Velocità
| FA | Qualificato in finale A (per le medaglie)                       |
| FB | Qualificato in finale B (non per le medaglie)                   |
| Q  | Qualificato al turno successivo per posizione in qualificazione |
| q  | Qualificato al turno successivo per ripescaggio                 |

| Atleta         | Evento              | Batteria | Batteria  | Quarti   | Quarti    | Semifinale      | Semifinale      | Finale          | Finale          |
| Atleta         | Evento              | Tempo    | Posizione | Tempo    | Posizione | Tempo           | Posizione       | Tempo           | Posizione       |
| -------------- | ------------------- | -------- | --------- | -------- | --------- | --------------- | --------------- | --------------- | --------------- |
| Saeid Fazloula | K-1 1000 m maschile | 3'52"631 | 4º q      | 3'52"614 | 4º        | Non qualificato | Non qualificato | Non qualificato | Non qualificato |

## Ciclismo

### Ciclismo su strada
Maschile
| Atleta           | Evento               | Tempo      | Posizione |
| ---------------- | -------------------- | ---------- | --------- |
| Ahmad Wais       | Cronometro maschile  | 1h08'40"46 | 38º       |
| Masomah Ali Zada | Cronometro femminile | 44'04"31   | 25ª       |

## Judo
Maschile
| Atleta         | Evento  | Preliminari          | 16-esimi             | Ottavi               | Quarti               | Semifinali           | Ripescaggio          | Finale / FB          | Posizione       |
| Atleta         | Evento  | Avversario Risultato | Avversario Risultato | Avversario Risultato | Avversario Risultato | Avversario Risultato | Avversario Risultato | Avversario Risultato | Posizione       |
| -------------- | ------- | -------------------- | -------------------- | -------------------- | -------------------- | -------------------- | -------------------- | -------------------- | --------------- |
| Ahmad Alikaj   | -73 kg  | Makhmadbekov P 00-10 | Non qualificato      | Non qualificato      | Non qualificato      | Non qualificato      | Non qualificato      | Non qualificato      | Non qualificato |
| Popole Misenga | -90 kg  | Bye                  | Tóth P 00-10         | Non qualificato      | Non qualificato      | Non qualificato      | Non qualificato      | Non qualificato      | Non qualificato |
| Javad Mahjoub  | +100 kg | N.D.                 | Frey V 01-00         | Krpálek P 00-11      | Non qualificato      | Non qualificato      | Non qualificato      | Non qualificato      | Non qualificato |

Femminile
| Atleta         | Evento | 16-esimi             | Ottavi               | Quarti               | Semifinali           | Ripescaggio          | Finale / FB          | Posizione       |                 |
| Atleta         | Evento | Avversario Risultato | Avversario Risultato | Avversario Risultato | Avversario Risultato | Avversario Risultato | Avversario Risultato | Posizione       |                 |
| -------------- | ------ | -------------------- | -------------------- | -------------------- | -------------------- | -------------------- | -------------------- | --------------- | --------------- |
| Sanda Aldass   | -57 kg | N.D.                 | Perišić P 00-10      | Non qualificata      | Non qualificata      | Non qualificata      | Non qualificata      | Non qualificata | Non qualificata |
| Muna Dahouk    | -63 kg | N.D.                 | del Toro P 00-10     | Non qualificata      | Non qualificata      | Non qualificata      | Non qualificata      | Non qualificata | Non qualificata |
| Nigara Shaheen | -70 kg | N.D.                 | Portela P 00-10      | Non qualificata      | Non qualificata      | Non qualificata      | Non qualificata      | Non qualificata | Non qualificata |

Misto
| Atleta                                                                            | Evento  | Ottavi               | Quarti               | Semifinali           | Ripescaggio          | Finale / FB          | Posizione       |
| Atleta                                                                            | Evento  | Avversario Risultato | Avversario Risultato | Avversario Risultato | Avversario Risultato | Avversario Risultato | Posizione       |
| --------------------------------------------------------------------------------- | ------- | -------------------- | -------------------- | -------------------- | -------------------- | -------------------- | --------------- |
| Sanda Aldass Ahmad Alikaj Muna Dahouk Javad Mahjoub Popole Misenga Nigara Shaheen | Squadre | Germania P 0-4       | Non qualificati      | Non qualificati      | Non qualificati      | Non qualificati      | Non qualificati |

## Karate
Kumite
| Atleta              | Evento         | Girone               | Girone               | Girone               | Girone               | Girone | Semifinali           | Finale               | Pos. |
| Atleta              | Evento         | Avversario Punteggio | Avversario Punteggio | Avversario Punteggio | Avversario Punteggio | Pos.   | Avversario Punteggio | Avversario Punteggio | Pos. |
| ------------------- | -------------- | -------------------- | -------------------- | -------------------- | -------------------- | ------ | -------------------- | -------------------- | ---- |
| Hamoon Derafshipour | 67 kg maschile | Da Costa P 0–4       | Madera V 9–3         | Al-Masatfa P 0-3     | Kalniņš V 5-3        | 3º     | Non qualificato      | Non qualificato      | 5º   |

Kata
| Atleta     | Evento        | Round eliminatorio | Round eliminatorio | Ranking round   | Ranking round   | Finale / FB          | Pos. |
| Atleta     | Evento        | Punteggio          | Posizione          | Punteggio       | Posizione       | Avversario Punteggio | Pos. |
| ---------- | ------------- | ------------------ | ------------------ | --------------- | --------------- | -------------------- | ---- |
| Wael Shueb | Kata maschile | 23,30              | 6º                 | Non qualificato | Non qualificato | Non qualificato      | 11º  |

## Lotta
Greco-romana
| Atleta         | Evento | 16-esimi             | Quarti               | Semifinali           | Ripescaggio          | Finale / FB          | Pos. |
| Atleta         | Evento | Avversario Risultato | Avversario Risultato | Avversario Risultato | Avversario Risultato | Avversario Risultato | Pos. |
| -------------- | ------ | -------------------- | -------------------- | -------------------- | -------------------- | -------------------- | ---- |
| Aker Al-Obaidi | 67 kg  | Nasr V 4-0ST         | Zoidze P 0-4ST       | Non qualificato      | Non qualificato      | Non qualificato      | 8º   |

## Nuoto
| Atleta        | Evento                     | Batterie | Batterie  | Semifinali      | Semifinali      | Finale          | Finale          |
| Atleta        | Evento                     | Tempo    | Posizione | Tempo           | Posizione       | Tempo           | Posizione       |
| ------------- | -------------------------- | -------- | --------- | --------------- | --------------- | --------------- | --------------- |
| Alaa Maso     | 50 m stile libero maschili | 23"30    | 44º       | Non qualificato | Non qualificato | Non qualificato | Non qualificato |
| Yusra Mardini | 100 m farfalla femminili   | 1'06"78  | 33ª       | Non qualificata | Non qualificata | Non qualificata | Non qualificata |

## Pugilato
| Atleta          | Evento                | 16-esimi             | Ottavi               | Quarti               | Semifinali           | Finale               | Pos.            |
| Atleta          | Evento                | Avversario Punteggio | Avversario Punteggio | Avversario Punteggio | Avversario Punteggio | Avversario Punteggio | Pos.            |
| --------------- | --------------------- | -------------------- | -------------------- | -------------------- | -------------------- | -------------------- | --------------- |
| Wessam Salamana | Pesi leggeri maschile | Oliveira P 0–5       | Non qualificato      | Non qualificato      | Non qualificato      | Non qualificato      | Non qualificato |
| Eldric Sella    | Pesi medi maschile    | Cedeño P RSC         | Non qualificato      | Non qualificato      | Non qualificato      | Non qualificato      | Non qualificato |

## Sollevamento pesi
| Atleta               | Evento         | Strappo   | Strappo    | Slancio   | Slancio    | Totale | Classifica |
| Atleta               | Evento         | Risultato | Classifica | Risultato | Classifica | Totale | Classifica |
| -------------------- | -------------- | --------- | ---------- | --------- | ---------- | ------ | ---------- |
| Cyrille Tchatchet II | 96 kg maschile | 55        | 13º        | 195       | 10º        | 350    | 10º        |

## Taekwondo
| Atleta          | Evento          | Qualificazioni       | Ottavi               | Quarti               | Semifinali           | Ripescaggio          | Finale / FB          | Pos.            |
| Atleta          | Evento          | Avversario Punteggio | Avversario Punteggio | Avversario Punteggio | Avversario Punteggio | Avversario Punteggio | Avversario Punteggio | Pos.            |
| --------------- | --------------- | -------------------- | -------------------- | -------------------- | -------------------- | -------------------- | -------------------- | --------------- |
| Abdullah Sediqi | 68 kg maschile  | Bye                  | Zhao S P 20-22       | Non qualificato      | Non qualificato      | Non qualificato      | Non qualificato      | Non qualificato |
| Dina Pouryounes | 49 kg femminile | Bye                  | Wu Jy P 3-26 PTG     | Non qualificata      | Non qualificata      | Non qualificata      | Non qualificata      | Non qualificata |
| Abdullah Sediqi | 57 kg femminile | Kiani V 18-9         | Jones V 16-12        | Zhou Lj V 9-8        | Minina P 3-10        | Bye                  | İlgün P 6-8          | 5ª              |

## Tiro a segno/volo
| Atleta       | Evento                       | Qualificazione | Qualificazione | Finale          | Finale          |
| Atleta       | Evento                       | Punteggio      | Classifica     | Punteggio       | Classifica      |
| ------------ | ---------------------------- | -------------- | -------------- | --------------- | --------------- |
| Luna Solomon | Carabina 10 m aria compressa | 605,9          | 50ª            | Non qualificata | Non qualificata |